# Relazioni bilaterali tra Corea del Nord e Iran
Le relazioni bilaterali tra Corea del Nord e Iran datano dalla Rivoluzione di Khomeini nel 1979. La Corea del Nord riconobbe immediatamente il nuovo governo iraniano e, durante la guerra tra Iran ed Iraq, sostenne attivamente Teheran con armi e munizioni.

## Relazioni economiche
Le relazioni economiche tra Teheran e Pyongyang sono basate soprattutto su accordi di tipo militare. Sin dagli anni '80, infatti, la Corea del Nord ha venduto a Teheran missili Scud-B e l'intera tecnologia dei missili balistici iraniani Shahab è basata sul modello del missile nordcoreano No-Dong. Nel 2007, il giornale giapponese Kyodo, rivelò che la Corea del Nord era pronta ad inviare mini-sommergibili a Teheran. Oltre al settore militare, tra Corea del Nord e Iran esistono accordi in materia di energia: nel 2007 l'allora Ministro del Petrolio iraniano Kazem Vaziri Hamaneh evidenziò come i due Paesi fossero pronti ad implementare i rapporti nel settore dell'esplorazione e della produzione petrolifera.

## Il contributo della Corea del Nord al programma nucleare e missilistico iraniano

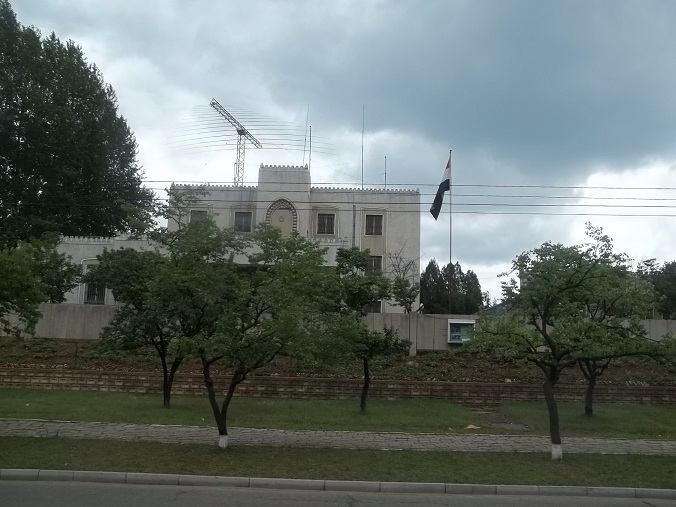
Ambasciata iraniana a Pyongyang

La Corea del Nord, come evidenziato dall'ambasciatore nordcoreano a Teheran Kim Chong Ryon, sostiene attivamente il diritto dell'Iran al nucleare. Come detto, i missili Shahab iraniani sono basati quasi totalmente sul missile balistico nordcoreano denominato Ro-Dong. Nel dicembre del 2009 le autorità thailandesi hanno fermato un aerocargo pieno di armamenti per il lancio di missili, munizioni, componenti per missili terra aria e altre armi leggere. Sempre nel 2009, invece, il giornale Financial Times rivelò di un cargo pieno di armamenti provenienti dalla Corea del Nord e destinati all'Iran, scoperto negli Emirati Arabi Uniti.
Nel 2010, il sito specializzato in sicurezza Jane's Information Group, ha rivelato che Teheran avrebbe ottenuto l'aiuto di Pyongyang per la costruzione della base di lancio missilistica di Semnan. Nel marzo scorso il giornale tedesco Die Welt rivelò che la Corea del Nord, nell'aprile del 2010, avrebbe testato una bomba atomica prodotta per mezzo dell'arricchimento dell'Uranio-235 per conto dell'Iran. Nello stesso mese, inoltre, si è sospettato che il progetto di Pyongyang di inviare un nuovo satellite nello spazio, celi in realtà un nuovo test di un missile balistico per conto dell'Iran (si pensa sia lo Shahab-5), sul tema gli esperti si sono divisi.

## Relazioni culturali
Nel maggio del 2009, Pyongyang ha ospitato la settimana della Cultura iraniana. Alla cerimonia di apertura era presente l'Ambasciatore iraniano in Corea del Nord, Morteza Moradian. Nel novembre del 2009, invece, il direttore del settore Media e Informazioni della Corea del Nord, Cho'ng Yo'ng-ch'o'l, ha firmato un protocollo di intesa con il Vice Direttore dell'Irib, Gholam Hussein Eslami-Fard. L'obiettivo è una collaborazione mediatica che implementi le relazioni "politiche, culturali ed economiche tra Teheran e Pyongyang".